# Фэгэдэу (Флорештский район)
Фэгэдэу (рум. Făgădău) — село в Флорештском районе Молдавии. Наряду с сёлами Васкауцы и Октябрьское входит в состав коммуны Васкауцы.

## География
Село расположено на высоте 252 метров над уровнем моря.

## Население
По данным переписи населения 2004 года, в селе Фэгэдэу проживает 64 человека (25 мужчин, 39 женщин).
Этнический состав села:
| Национальность | Число жителей | Процентный состав |
| -------------- | ------------- | ----------------- |
| молдаване      | 36            | 56.25             |
| украинцы       | 23            | 35.94             |
| русские        | 5             | 7.81              |
| Всего          | 64            | 100%              |